# Placodontia
I placodonti (Placodontia) sono un ordine di rettili estinti, vissuti esclusivamente nel Triassico. I loro parenti più prossimi vanno ricercati nel gruppo dei saurotterigi (plesiosauri e notosauri).

## Descrizione
Contrariamente ai loro parenti plesiosauri, i placodonti non possedevano un collo lungo; anzi, l'aspetto dell'intero animale, il più delle volte, era tozzo e piatto, e in qualche caso richiamava quello delle tartarughe. I placodonti erano semiacquatici e potevano spostarsi anche sulla terraferma, ma data la conformazione dei loro corpi dovevano avere una spiccata predilezione per l'ambiente acquatico. Di norma, i placodonti avevano dimensioni comprese tra il metro e i due metri di lunghezza. Una delle caratteristiche predominanti del gruppo è data dalla presenza, all'interno della bocca, di grossi denti piatti e bulbosi, usati quasi sicuramente per frantumare i duri gusci dei molluschi di cui i placodonti si cibavano. Il nome placodonte, infatti, significa "dente a placca".

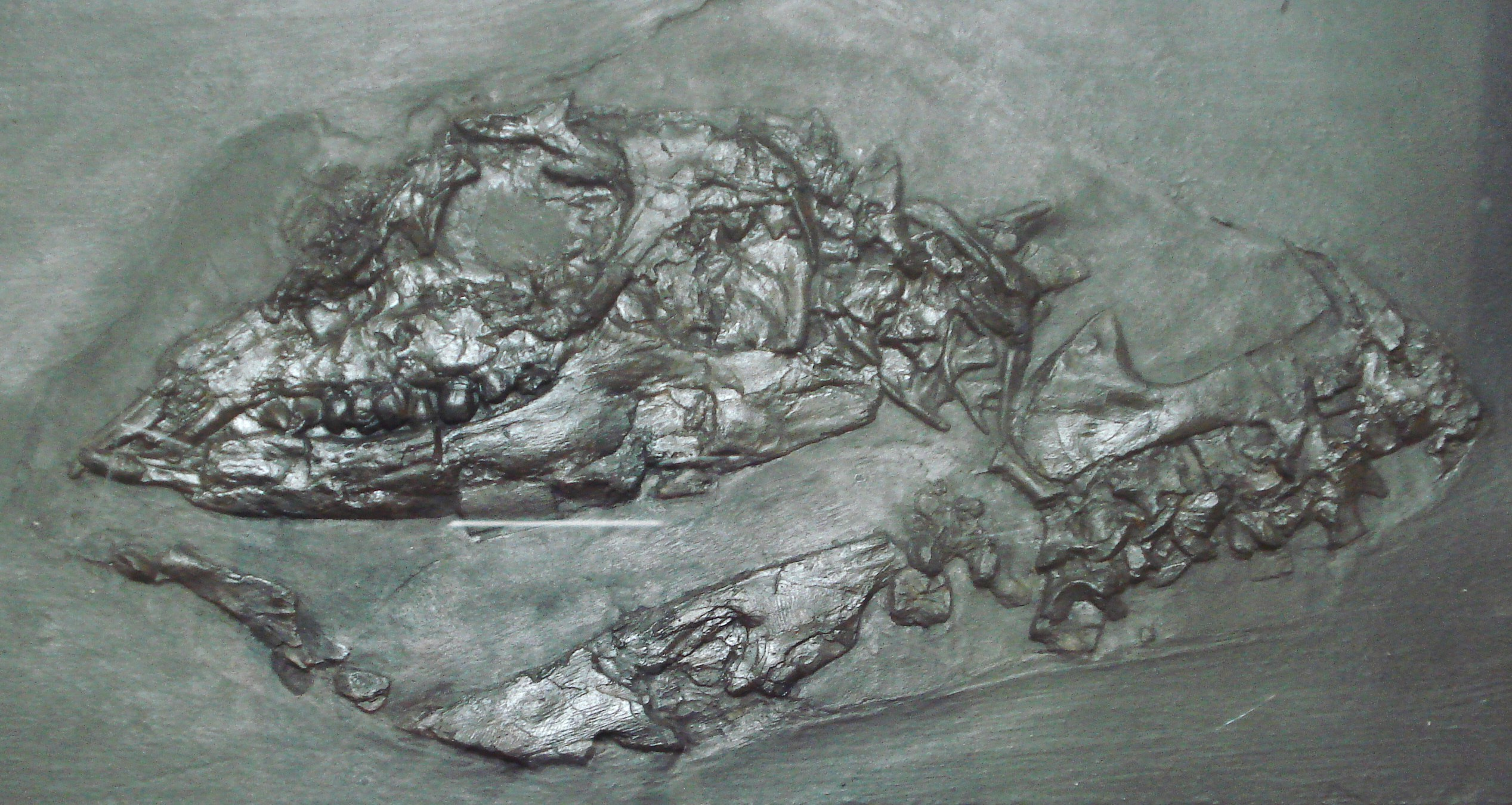
Fossile di Paraplacodus

## Evoluzione
Il più primitivo placodonte noto è Paraplacodus, conosciuto per alcuni ritrovamenti nel giacimento di Monte San Giorgio. Una forma immediatamente successiva è Placodus, ben noto grazie ai fossili provenienti dalla Germania; queste due forme possedevano zampe dotate di membrane interdigitali, molto utili in acqua, e una lunga coda. Il corpo era tozzo e a forma di botte, scarsamente adattato all'ambiente marino. Il cranio, corto e compatto, possedeva i caratteristici denti bulbosi ma anche, anteriormente, forti denti a scalpello, usati per strappare i molluschi dal fondale marino. Erano sprovvisti della tipica corazza di ossa fuse (osteodermi) delle forme più derivate. 

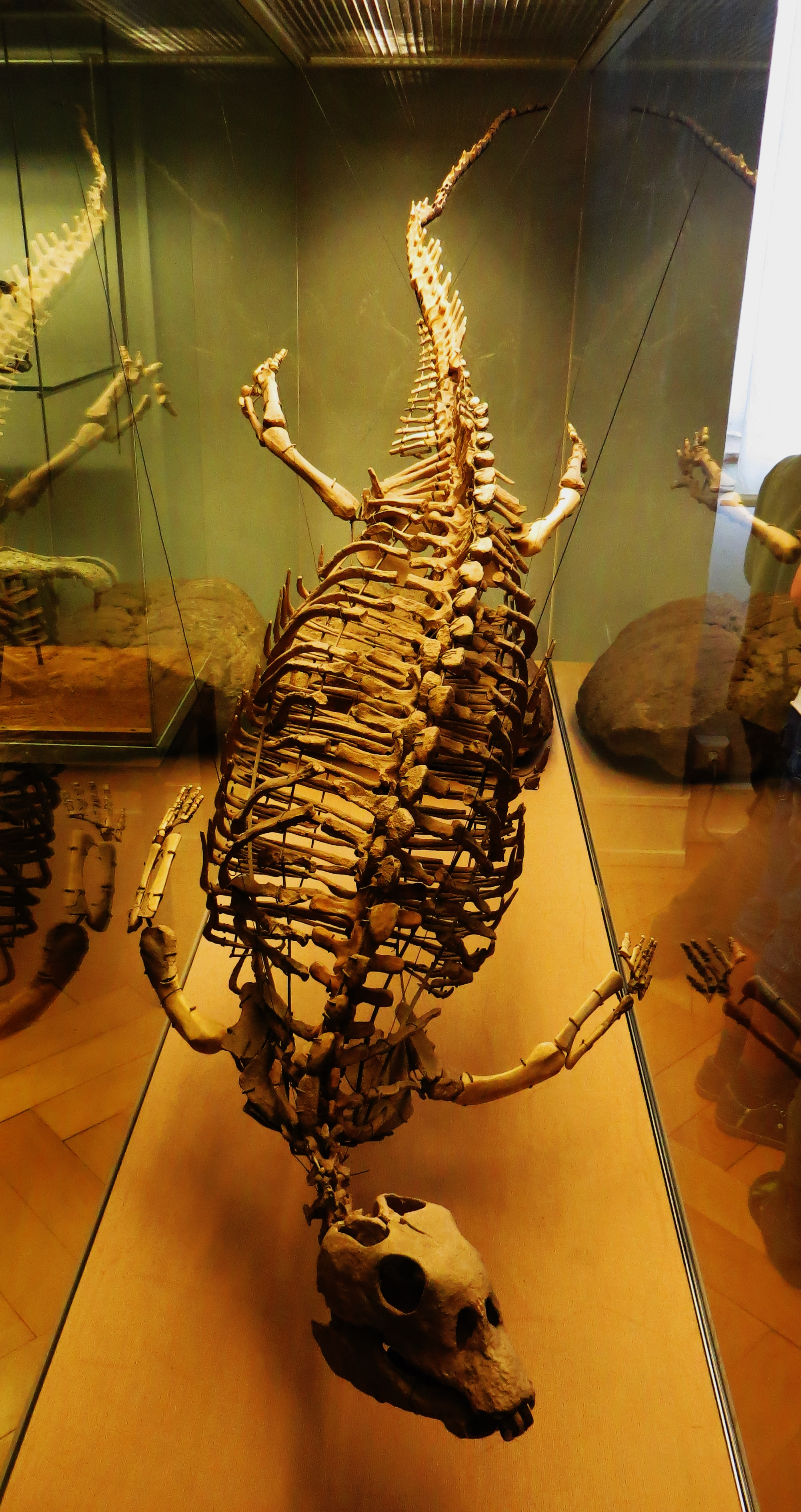
Scheletro di Placodus gigas

Queste ultime sono raggruppate nel gruppo dei ciamodontoidi (Cyamodontoidea), comprendente le famiglie dei ciamodontidi (Cyamodontidae), come Cyamodus, e dei placochelidi (Placochelyidae), come Placochelys e Psephoderma. Tutte queste forme possedevano un corpo via via più specializzato alla vita sui bassi fondali: in particolare, Psephoderma e Placochelys possedevano un corpo piatto e corazzato, un rostro allungato e privo di denti (presenti invece sul palato) e pagaie al posto delle zampe. Il rappresentante più antico e basale dei placochelidi sembrerebbe essere stato Glyphoderma della Cina.
Un'altra famiglia, quella degli enodontidi (Henodontidae), rappresentata da Henodus, comprendeva forme dotate di un carapace larghissimo che copriva anche le parti inferiori dell'animale. Il cranio era quadrato, simile a una scatola, e i denti erano pochi. Probabilmente questi animali, i cui resti sono stati rinvenuti solo in Germania, vivevano sulle rive dei fiumi e dei laghi e non passavano molto tempo in mare.
Altri placodonti di incerta classificazione sistematica sono Sinocyamodus e Protenodontosaurus, probabilmente ciamodontoidi basali. L'enigmatico Saurosphargis, i cui resti fossili sono stati perduti durante la Seconda Guerra Mondiale, è stato ascritto ai placodonti, ma probabilmente era più strettamente imparentato con altri rettili scoperti più recentemente in Cina (Sinosaurosphargis). Un'altra forma in passato ritenuta essere l'unico esempio di placodonte carnivoro, Helveticosaurus, è stato in seguito considerato un arcosauromorfo acquatico primitivo.

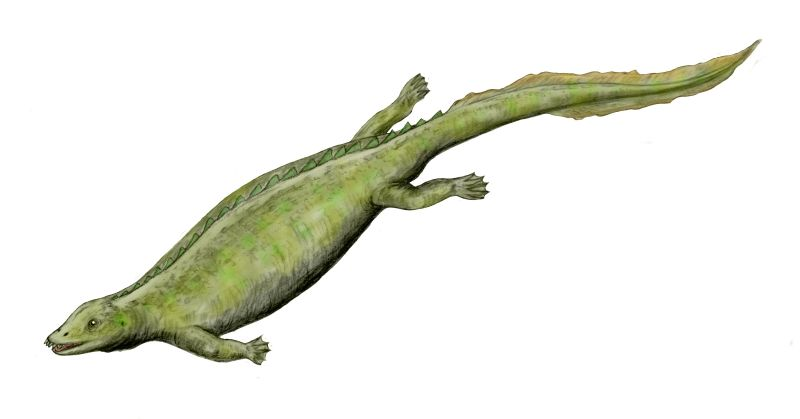
Paraplacodus

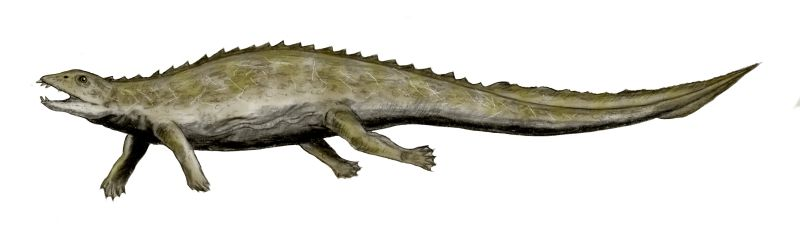
Placodus

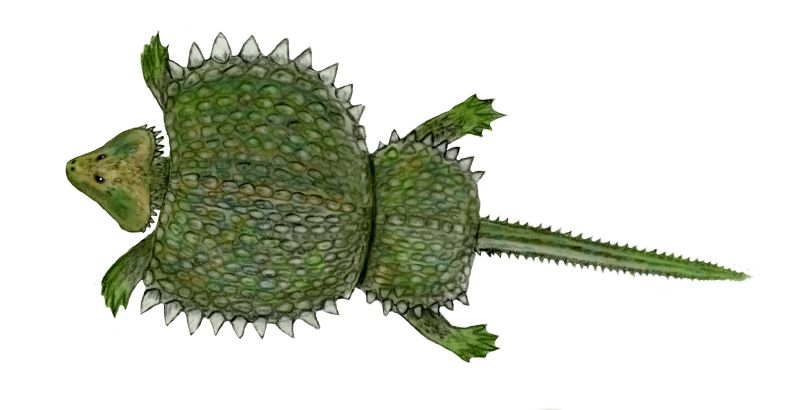
Cyamodus

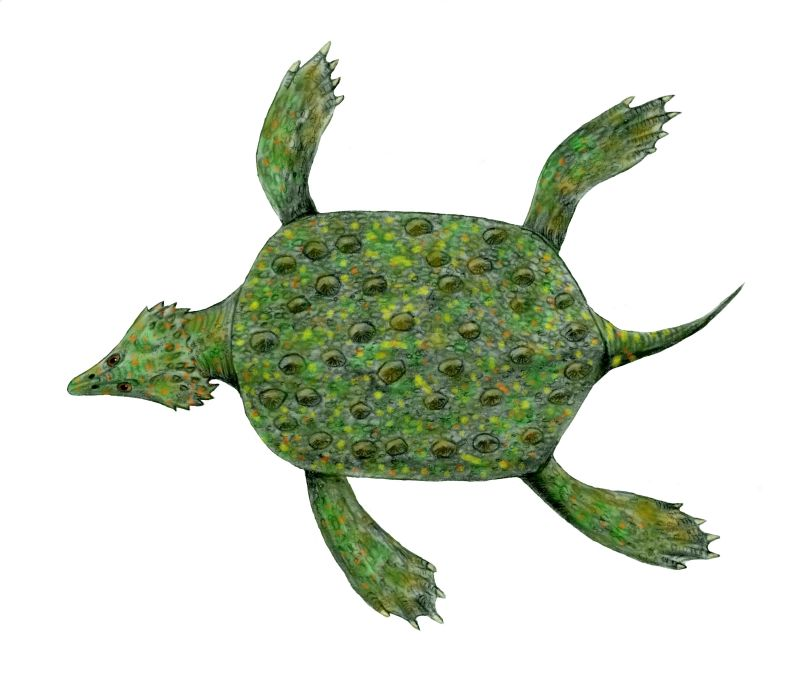
Placochelys

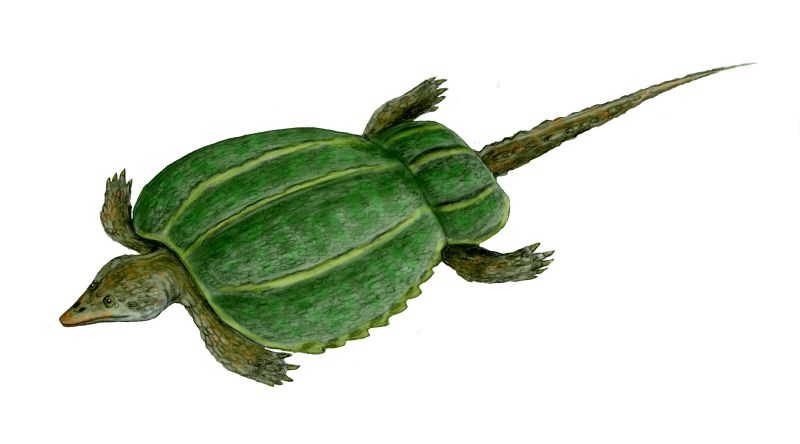
Psephoderma

## Classificazione
- Classe Sauropsida
  - Superordine Sauropterygia
    - Genere Palatodonta
    - Ordine Placodontia
      - Superfamiglia Placodontoidea
        - Genere Pararcus
        - Genere Paraplacodus
        - Genere Placodus

      - Superfamiglia Cyamodontoidea
        - Genere Psephosaurus
        - Genere Psephosauriscus
        - Genere Sinocyamodus
        - Genere Macroplacus
        - Famiglia Henodontidae
          - Genere Henodus
          - Genere Parahenodus

        - Famiglia Cyamodontidae
          - Genere Cyamodus
          - Genere Protenodontosaurus

        - Famiglia Placochelyidae
          - Genere Placochelys
          - Genere Psephochelys
          - Genere Glyphoderma
          - Genere Psephoderma

## Estinzione
Benché i placodonti somigliassero superficialmente alle tartarughe marine, questi animali non erano strettamente imparentati. Gli antenati delle tartarughe, infatti, vanno ricercati probabilmente in animali più antichi, i pareiasauri (Pareiasauria), dotati di diverse specializzazioni craniche. I placodonti si estinsero alla fine del Triassico senza lasciare discendenti, forse per l'eccessiva competizione con altri rettili marini come i notosauri e i plesiosauri, o più probabilmente (dato che la specializzazione alimentare dei placodonti era distinta da quella di tutti gli altri rettili marini) in seguito all'evento di estinzione di massa intercorso tra la fine del Triassico e l'inizio del Giurassico.